# Castel San Gottardo
Castel San Gottardo, deutsch auch Burg Kronmetz oder Burg Metz-San Gottardo, ist die Ruine einer Höhenburg in der italienischen Gemeinde Mezzocorona. Sie ist die größte Höhlenburgruine im Trentino und diente im Laufe ihrer Geschichte auch als Einsiedelei. Bekanntheit erreichte sie auch durch den Fund zahlreicher fossiler Fußabdrücke, die zu den ältesten zählen, die weltweit je von Dinosauriern und Archosauriern gefunden wurden.

## Lage
Die Ruinen der Burg befinden sich in einem etwa 50 m hohen und 150 m langen Abri nordwestlich von Mezzocorona oberhalb der im Etschtal gelegenen Rotaliana-Ebene. Sie kann über einen steilen Pfad von Schloss Firmian aus erreicht werden. Die alten Wege, die einst zur Burg führten, sind heute nicht mehr befahr- oder begehbar. Der Felsüberhang liegt 364 Meter über dem Meeresspiegel und damit 150 Meter über der Ortschaft und etwa 100 Meter über Schloss Firmian.

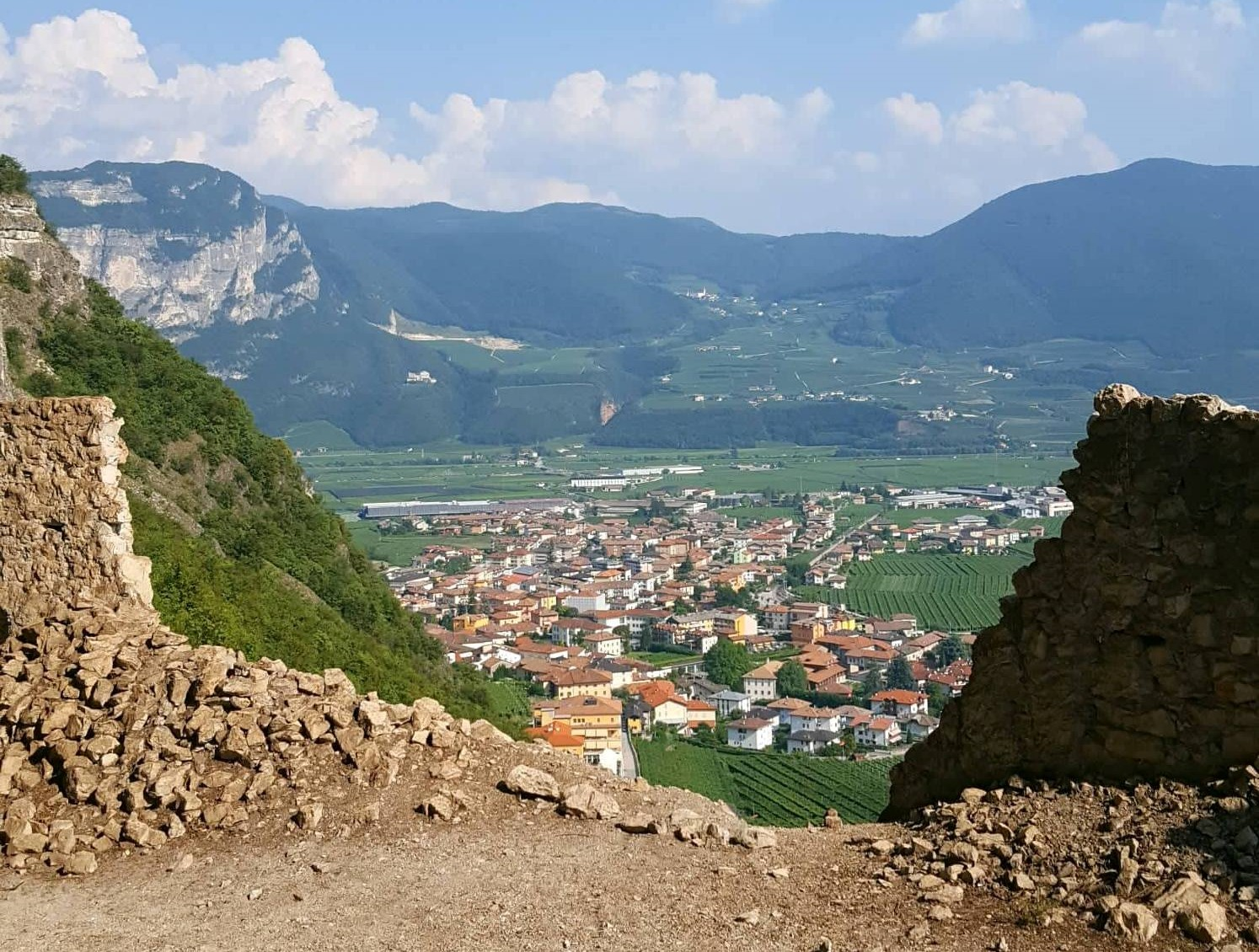
Blick auf Mezzocorona
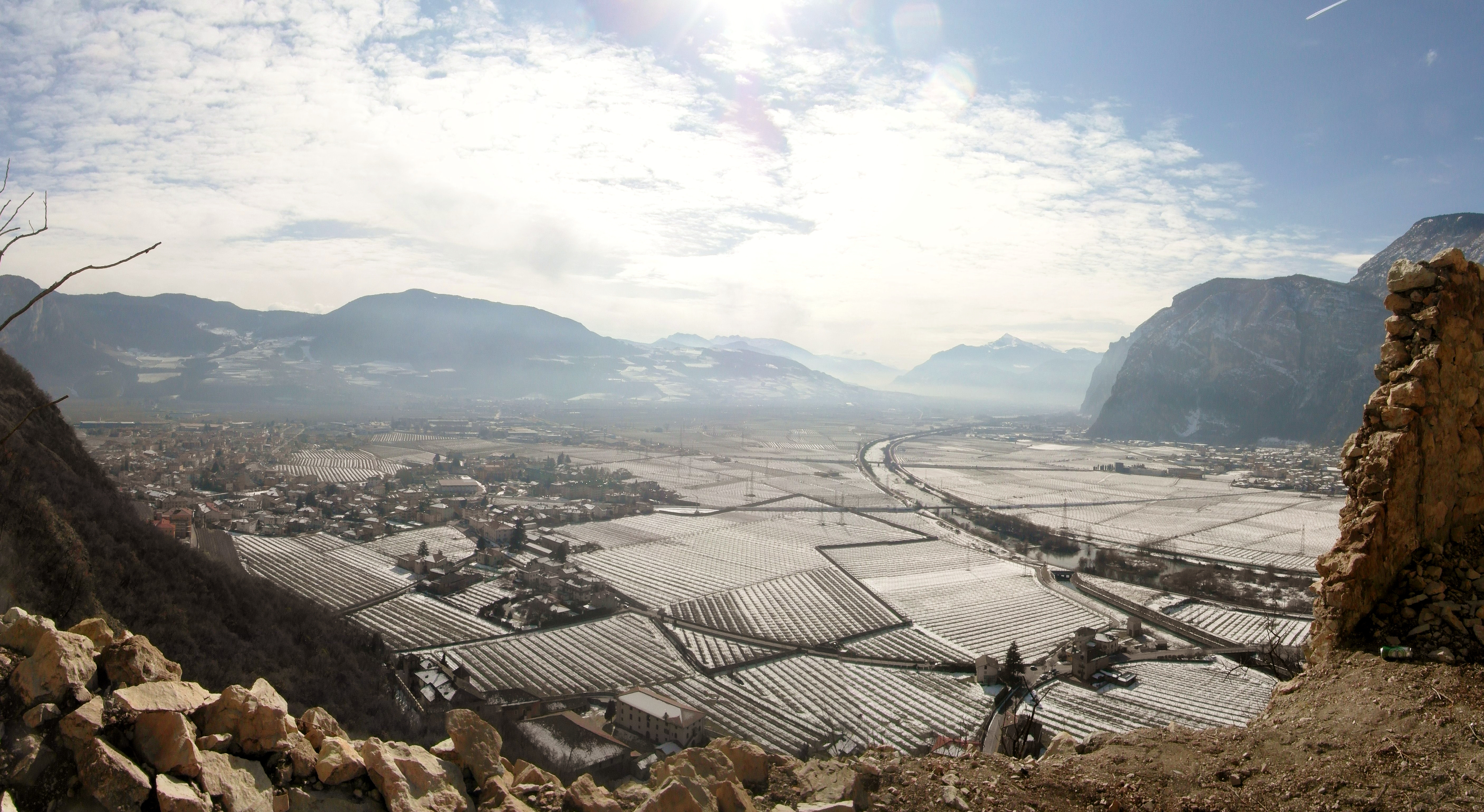
Blickrichtung Süden auf die vom Noce durchflossene Piana Rotaliana

## Geschichte
Die Burg wurde erstmals urkundlich im Codex Wangianus erwähnt. In dem vom Fürstbischof von Trient Friedrich von Wangen als Kopialbuch ab 1215 angelegten Werk wird sie als corona de Mec erwähnt. Dem Eintrag zufolge wurde die Anlage 1183 vom Bischof von Trient Salomon als Lehen den Herren von Livo aus dem nahen Nonstal anvertraut, die sich später in Anlehnung an Mezzocorona als Herren von Mezo bezeichneten. Der Name corona de Mec soll sich an den alten Namen der Piana Rotalian Mec sowie an corona, gleichbedeutend mit Felsband anlehnen.
Obwohl die erste schriftliche Erwähnung der Burg aus dem Jahr 1183 stammt, kann davon ausgegangen werden, dass die Burg älter ist. Sie wurde ursprünglich zu einem unbekannten Zeitpunkt als rein militärische Anlage errichtet, die die Aufgabe hatte, die darunter liegenden Furten der Etsch und des Noce sowie die Straße in das Nonstal zu kontrollieren. Erst gegen Ende des 12. Jahrhunderts wurde sie auch als Wohnburg genutzt. Ehe sie 1183 ein Lehen der Herren von Livo wurde, unterstand sie den Grafen von Eppan. Im Kampf um die Vormachtstellung mit den Bischöfen von Trient sollen die Eppaner in der Mitte des 12. Jahrhunderts den Fürstbischof Adalbert auf Castel S. Gottardo gefangen gehalten haben.
Auch in der Folge machte die Burg unruhige Zeiten durch. In einer mit 30. Mai 1210 datierten Urkunde wird erwähnt, das sie Ziel eines Angriffes von einer nicht näher bestimmten Gruppe von Männern wurde, die vom Bischof deshalb gebannt wurden.
Stets an der Grenze des Einflussgebietes der Bischöfe von Trient gelegen, gelangte die Burg im Streit mit den nördlichen Nachbarn 1293 an den Grafen von Tirol Meinhard II. Unter den Tirolern verblieb Burg als Lehen bei den Herren von Mezo, die mit zunehmendem deutschsprachigen Einfluss den Namen Metz von Cronmetz annahmen. Die männliche Linie der Metz starb 1465 aus. Die letzte Tochter Dorothea Metz heiratete Nicolò Firmian, dem 1497 die Gerichtsbarkeit über Mezzocorona anvertraut wurde. Mit dem Bau des darunterliegenden komfortableren Renaissanceschlosses Firmian, das den veränderten Wohnbedürfnissen der Zeit Rechnung trug, wurde die Burg 1480 endgültig aufgegeben.
Zur Burg gehörte auch eine Kapelle, die erstmals 1277 nachgewiesen ist, aber älteren Ursprungs ist und zeitlich der Burganlage vorausging und erst sekundär in die jüngere Befestigung einbezogen worden war, eine im Tiroler Raum und darüber hinaus häufig nachweisbare Typologie. Die dem Heiligen Gotthard geweihte Kapelle war seit Mitte des 14. Jahrhunderts eine Pilgerstätte, in der Reliquien des Heiligen aufbewahrt wurden. Wahrscheinlich nahm die Burg mit abnehmender Bedeutung ab Beginn des 15. Jahrhunderts den Namen der Kirche an. Infolge der josephinischen Kirchenreform von 1782, mit der die Einsiedeleien aufgehoben wurden, wurde auch die Einsiedelei San Gottardo aufgegeben. Danach verfiel die Anlage zusehends.
Im Jahr 2004 wurden bei der Burgruine fossile Fußabdrücke gefunden. Es handelt sich dabei um 40 negative Fußabdrücke unterschiedlicher Größe aus der Obertrias, die etwa vor 220 Millionen Jahren sowohl von pflanzen- als auch von fleischfressenden Dinosauriern und Archosauriern hinterlassen wurden.
2021 wurde bei einer Sprengung die westliche Außenmauer zerstört. Die Sprengung war nach einem Felssturz oberhalb der Burg im Februar 2021 nötig geworden, da weiteres Gesteinsmaterial abzubrechen drohte. Aus Sicherheitsgründen wurde der Zugang zur Burgruine auf unbekannte Zeit gesperrt.

## Beschreibung der Ruine
Heute sind von der Burg nur noch wenige Mauern erhalten. Aufgrund zahlreicherer baulicher Veränderungen, Einstürze und abgebrochenen Felsmaterials ist eine Identifizierung der einzelnen Bereiche schwierig. Die Anlage besteht aus zwei noch in Teilen bestehenden Gebäudeteilen, die zu unterschiedlichen Zeiten entstanden sind. Der ältere Baukörper liegt im östlichen Bereich der Anlage. Die Felswand bildet hier sowohl das Dach als auch die Rückwand der ehemaligen Vorburg. Westlich davon steht etwas abgesetzt die Ruine des Bergfrieds, der dem Ende des 12. Jahrhunderts zugerechnet werden kann. Er diente später dem Einsiedler als Unterkunft, wurde im 17. Jahrhundert baulich verändert und ist seitdem als Haus des Eremiten bekannt.
Westlich des Bergfrieds befand sich die dem Heiligen Gotthard geweihte einschiffige Burgkapelle, die nur noch in ihren Fundamenten erhalten ist und zu der einige Eingangsstufen hinunterführen. Die etwa 106 m lange Ringmauer ist im Westen von Abbruchmaterial verschüttet und führte ursprünglich bis zu einem Gebäude, das auf Zeichnungen vom Ende des 19. Jahrhunderts noch erkennbar ist und später infolge von Felsstürzen zerstört wurde. Zwischen dem Haus des Eremiten und der Vorburg befindet sich das Eingangsportal, das in der Mitte des 15. Jahrhunderts mit dem Wappen der Metz geschmückt wurde, auf dem noch ein Drachen, ein Hirschgeweih und darüber eine Krone zu erkennen sind. Das Eingangsportal ist von einem kleinen Zwinger mit einer etwa mannshohen und direkt an der Bergkante errichteten Außenmauer geschützt, durch den der Zugangsweg vom äußeren Burgtor führt.

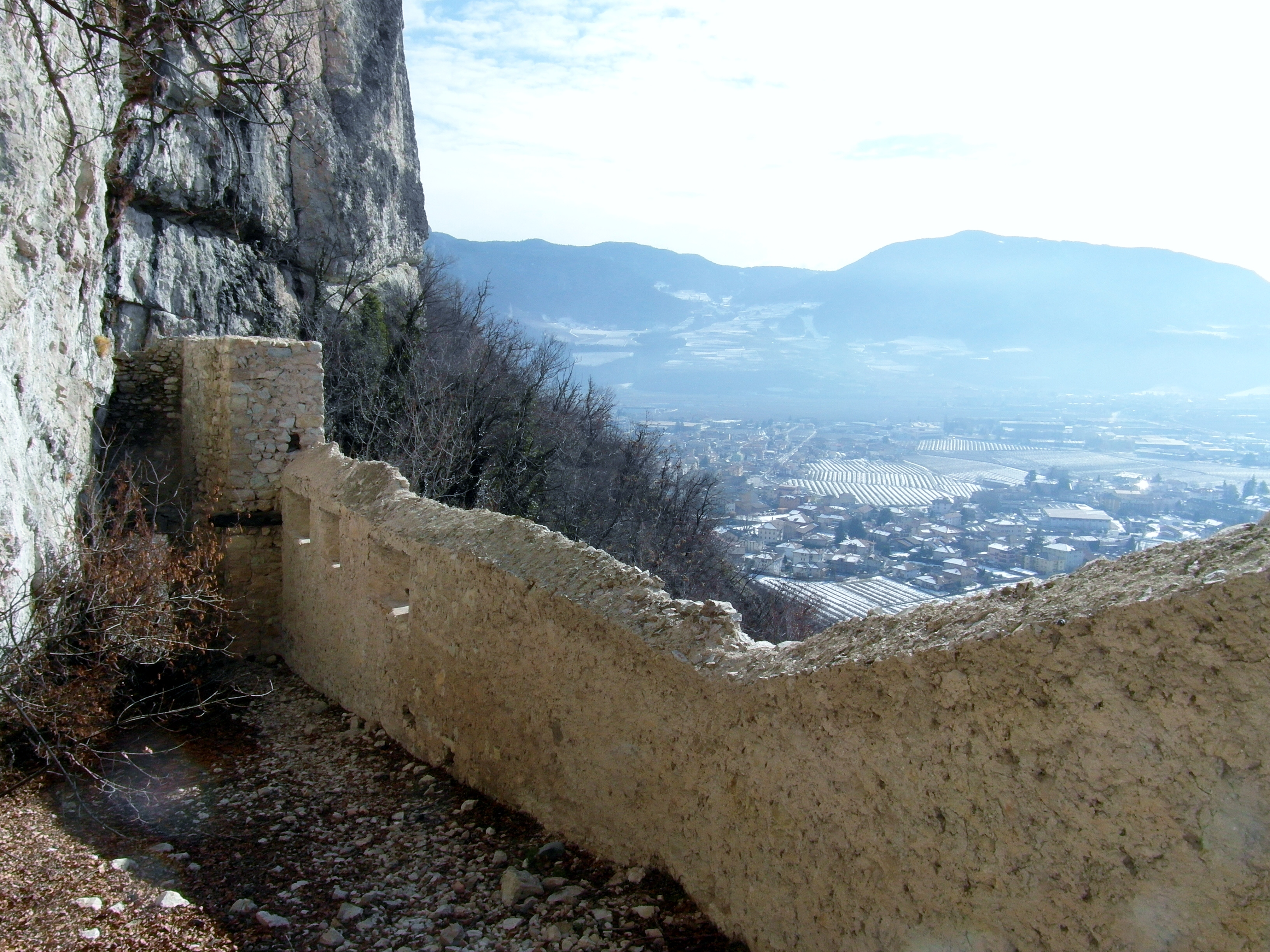
Zwinger, Zwingermauer und Burgtor
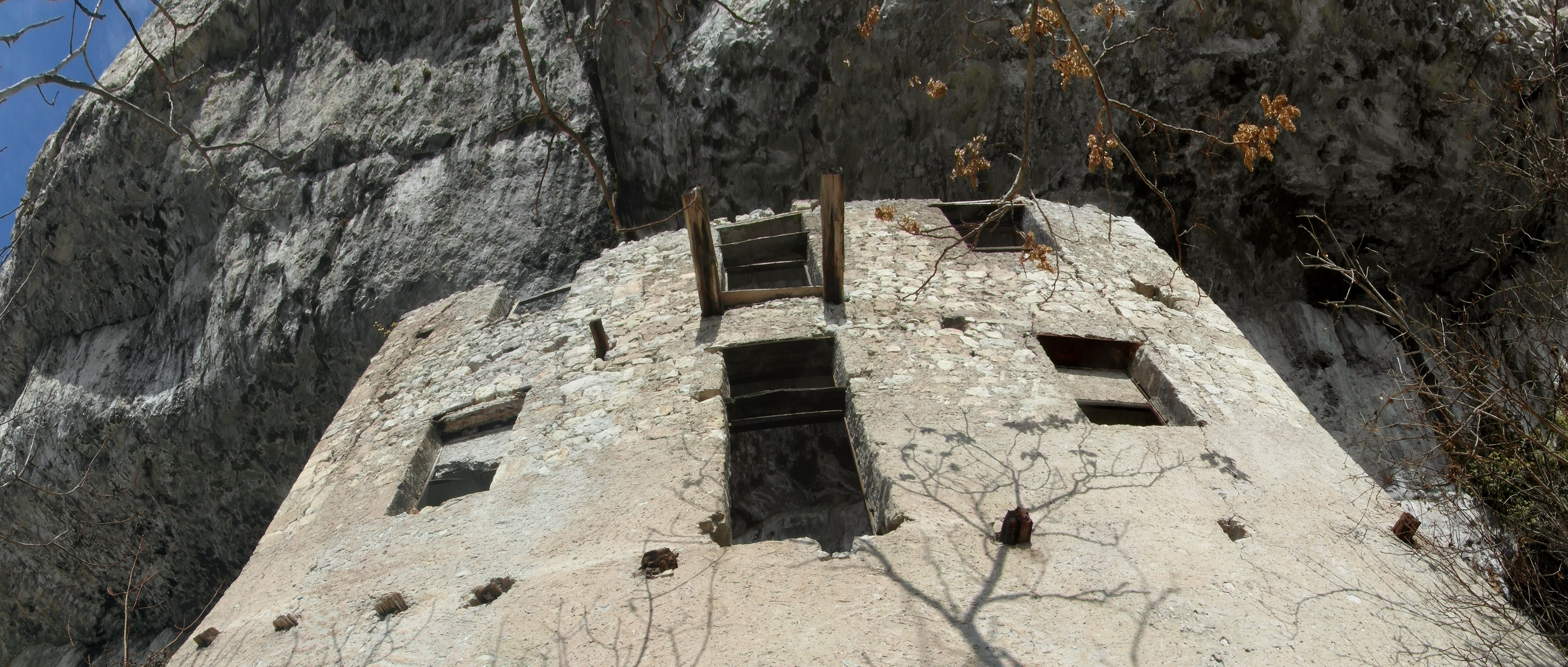
Vorderseite des Bergfrieds
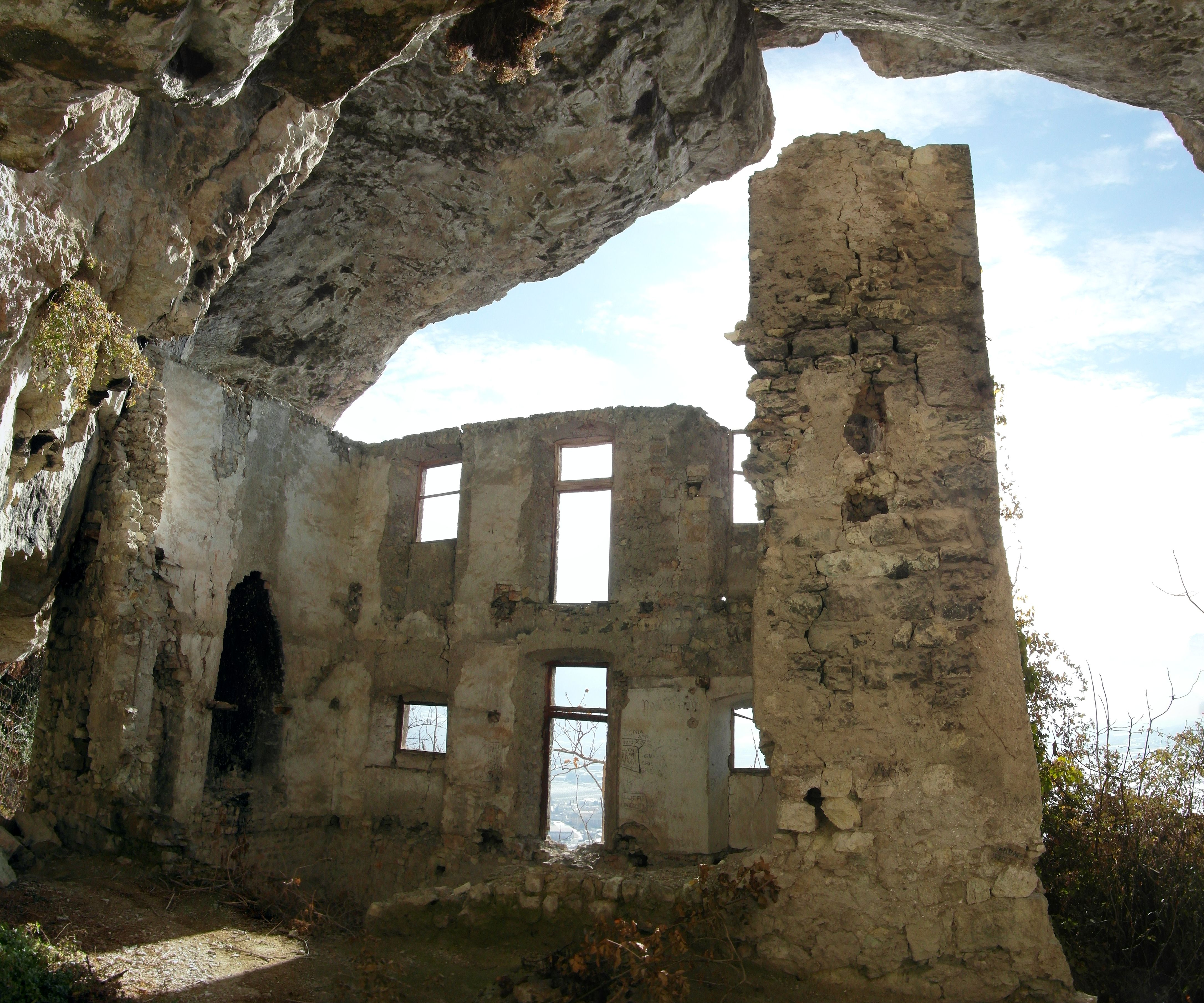
Innenseite des Bergfrieds mit der schwärzlich gefärbten ehemaligen Feuerstelle
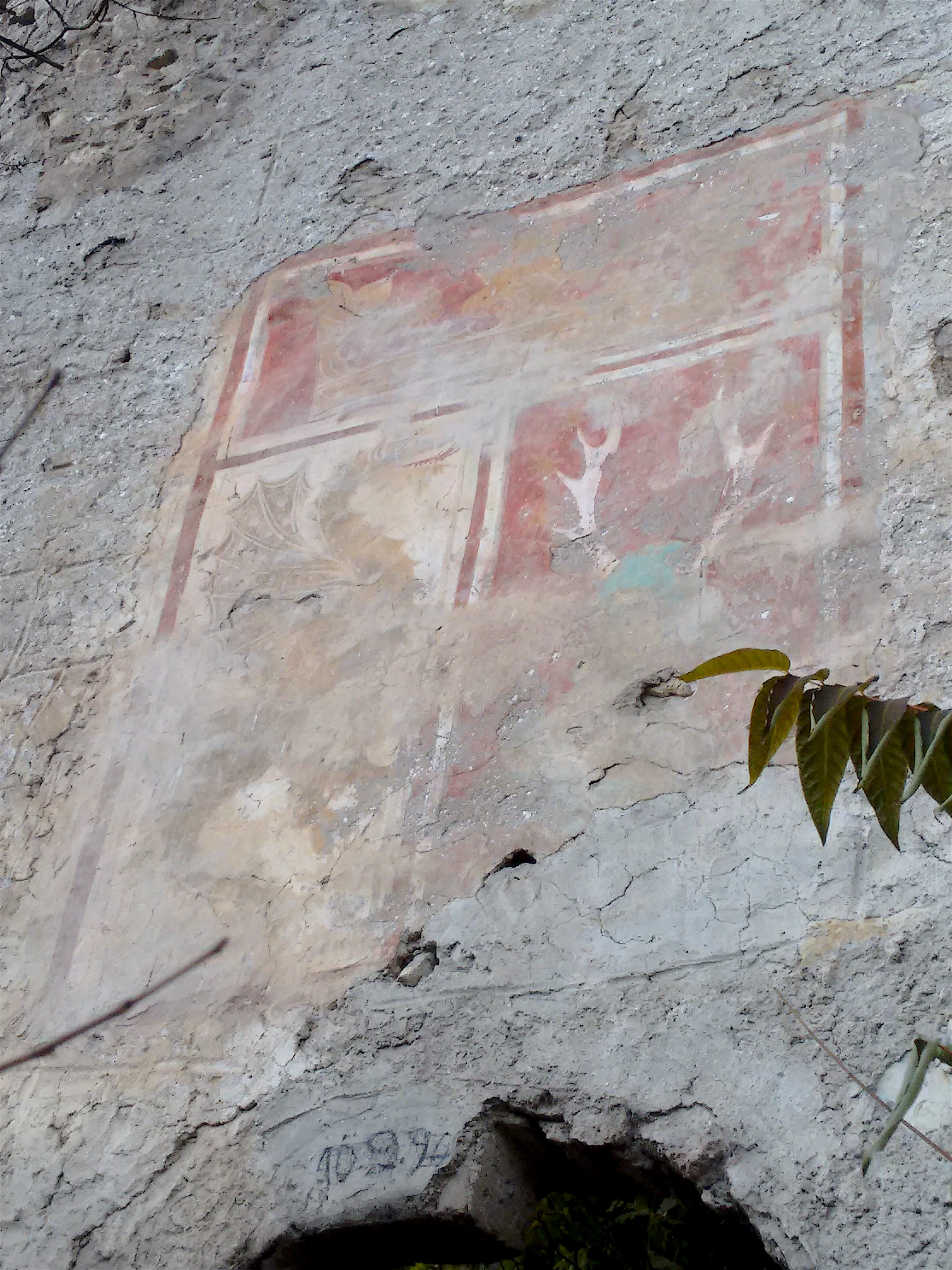
Wappen der Metz
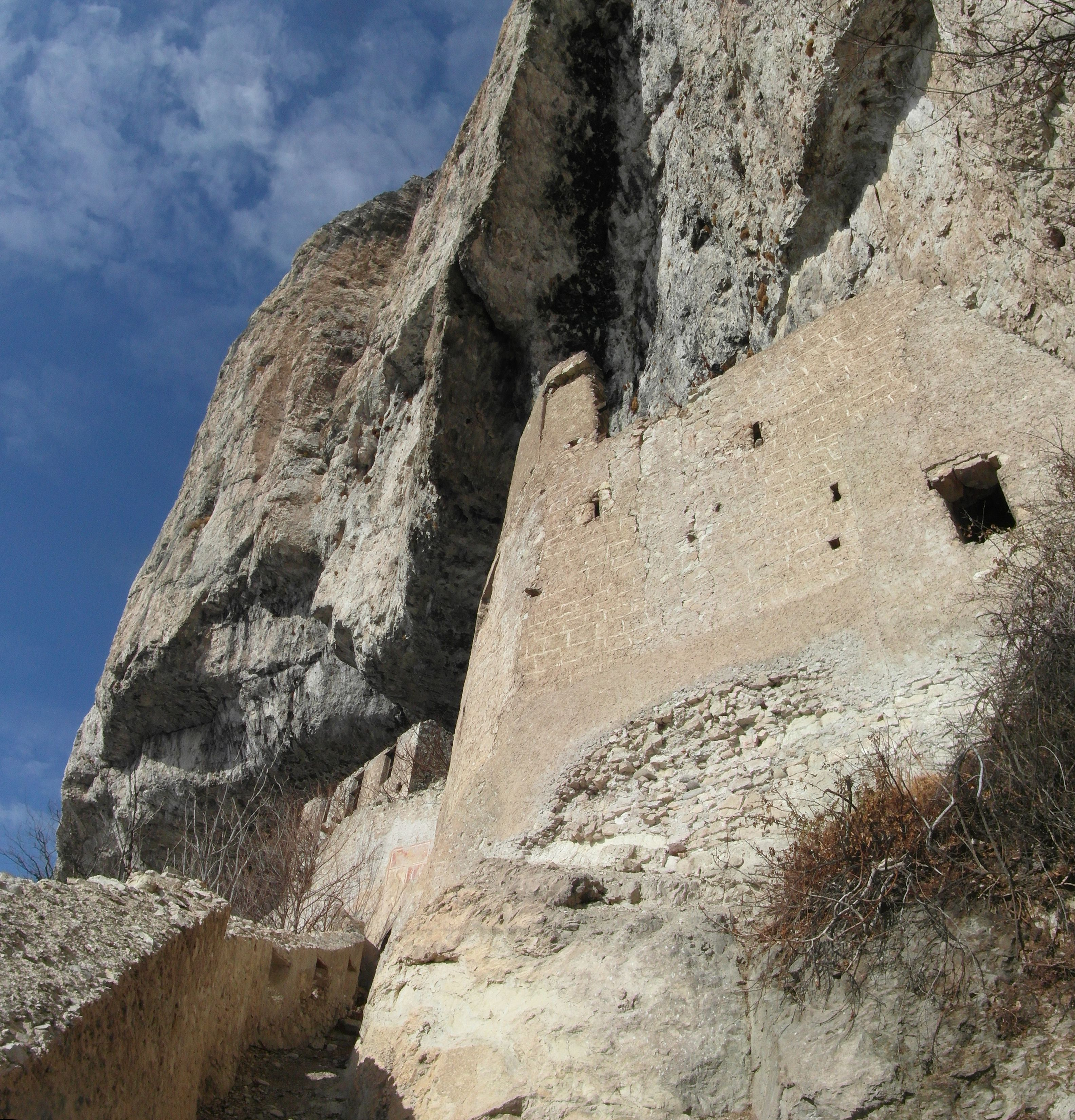
Zwinger und Vorburg
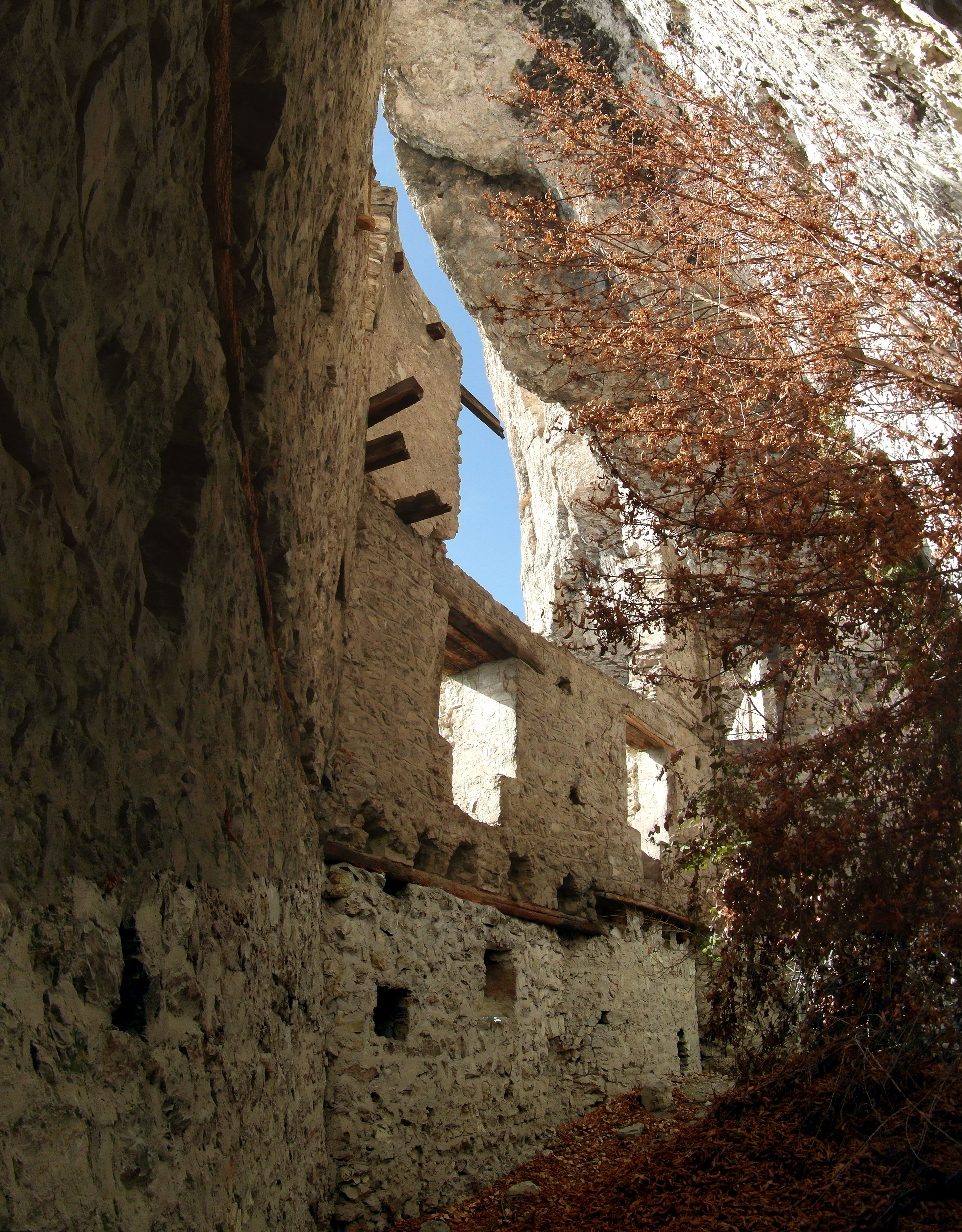
Innenseite der Vorburg